# Итаянаги
Итаянаги (яп. 板柳町 Итаянаги-мати) — посёлок в Японии, находящийся в уезде Китацугару префектуры Аомори. Площадь посёлка составляет 41,81 км², население — 14 710 человек (1 августа 2014), плотность населения — 351,83 чел./км².

## Географическое положение
Посёлок расположен на острове Хонсю в префектуре Аомори региона Тохоку. С ним граничат города Аомори, Хиросаки, Госёгавара и посёлки Цурута, Фудзисаки.

## Население
Население посёлка составляет 14 710 человек (1 августа 2014), а плотность — 351,83 чел./км². Изменение численности населения с 1980 по 2005 годы:
| 1980 | 19 215 чел. |  |
| 1985 | 18 504 чел. |  |
| 1990 | 17 766 чел. |  |
| 1995 | 17 320 чел. |  |
| 2000 | 16 840 чел. |  |
| 2005 | 16 222 чел. |  |

## Символика
Деревом посёлка считается клён, цветком — Platycodon grandiflorus.